# Freccia del Brabante 1980
La Freccia del Brabante 1980, ventesima edizione della corsa, si svolse il 25 marzo su un percorso di 166 km, con partenza a Sint-Genesius-Rode e arrivo ad Alsemberg. Fu vinta dal belga Michel Pollentier della squadra Splendor-Admiral-TV Ekspres davanti all'irlandese Sean Kelly e all'olandese Fons van Katwijk.

## Ordine d'arrivo (Top 10)
| Pos. | Corridore                  | Squadra                     | Tempo    |
| ---- | -------------------------- | --------------------------- | -------- |
| 1    | Michel Pollentier          | Splendor-Admiral-TV Ekspres | 4h08'00" |
| 2    | Sean Kelly                 | Splendor-Admiral-TV Ekspres | a 45"    |
| 3    | Fons van Katwijk           | Boule d'Or-Studio Casa      | s.t.     |
| 4    | Rudy Pevenage              | Ijsboerke-Warncke Eis       | s.t.     |
| 5    | Theo de Rooy               | Ijsboerke-Warncke Eis       | s.t.     |
| 6    | Jacques Martin             | Marc-Carlos-v.r.d.-IWC      | s.t.     |
| 7    | Ronny Claes                | Ijsboerke-Warncke Eis       | s.t.     |
| 8    | Jean-Philippe Vandenbrande | Safir-Ludo                  | a 50"    |
| 9    | Ronan De Meyer             | Boule d'Or-Studio Casa      | a 1'00"  |
| 10   | Patrick Pevenage           | DAF Trucks-Lejeune          | a 1'40"  |